# Anita Kulcsár
Anita Kaldine Kulcsár, född 2 oktober 1976 i Szerencs, död 19 januari 2005 mellan Pusztaszabolcs och Velence, var en ungersk handbollsspelare (mittsexa).

## Klubbkarriär
Anita Kulcsár spelade först i sin elitkarriär för Győri ETO KC från 1995. Där blev hon en erfaren spelare, och lämnade senare klubben för Fehérvár KC. 2004 värvades hon av Dunaferr SE från Dunaújváros. Från 2004 studerade hon juridik vid katolska Péter Pázmány-universitetet i Budapest.

## Landslagskarriär
Anita Kulcsár debuterade 1996 i Ungerns landslag, och spelade där till sin död. 2004 blev hon postumt utsedd till Årets bästa handbollsspelare i världen. Hon mästerskapsdebuterade 1996 och spelade sedan alla mästerskap till och med EM 2004.
1998 vann hon EM-brons med Ungern och två år senare vann hon först OS-silver och sedan EM-guld vid mästerskapet i Rumänien. 2003 var hon med och förlorade VM-finalen mot Frankrike. Hon spelade sen sitt andra OS 2004 men blev utan medalj. Hon spelade 165 gånger för det ungerska landslaget och gjorde 402 mål.

## Död
På morgonen den 19 januari 2005 var Anita Kulcsár på väg från sin lägenhet i Sukoró till Dunaújváros för morgonträning. På väg 6207 mellan Velence och Pusztaszabolcs sladdade hon på den hala vägen. Bilen åkte av vägen och kraschade okontrollerat in i ett träd. Hon dog omedelbart på olycksplatsen.

## Meriter i klubblag
- Nemzeti Bajnokság (Ungerska ligan)
  - : 2004
- Magyar Kupa (Ungerska cupen)
  - : 2004
- EHF Cup:
  - : 1999